# Виссарион (Бэлцат)
Епи́скоп Виссарио́н (рум. Episcop Visarion, в миру Думитру Бэлцат, рум. Dumitru Bălţat; 19 октября 1959, Тэлмачу, жудец Сибиу, Румыния) — епископ Румынской православной церкви, епископ Тулчинский (Митрополия Мунтении и Добруджи).

## Биография
Родился 19 октября 1959 года в городе Тэлмачу жудеца Сибиу в семье Николае и Мэчиники Бэлцат.
С 1966 по 1974 год обучался в общей школе в Тэлмачу, а с 1974 по 1976 год — в школе-лицее в Тэлмачу. В 1976 году поступил в православную духовную семинарию в Клуже-Напоке, которую окончил в 1981 году.
В 1981—1982 годы проходил укороченную воинскую службу в части UM 01336 в Залэу.
В 1982 году поступил в Университетский богословский институт в Сибиу, который окончил в 1986 году со званием лиценциата теологии, защитив диссертацию «Румынская Православная Церковь глазами иностранных путешественников (XV—XIX вв.)», написанную под руководством профессора-протоиерея Мирчи Пэкурарю. Продолжил обучение в докторантуре в того же института со специализацией по догматическому и символическому богословию, завершив своё образование в 1989 году.
5 мая 1989 года в Монастыре Сымбэта-де-Сус жудеца Брашов митрополитом Трансильванским Антонием (Плэмэдялэ) был пострижен в монашество с именем Виссарион. 15 августа того же года был рукоположен в сан иеродиакона.
С 1 июня 1989 по 1 июля 1996 года служил секретарём митрополичьего управления в Сибиу.
В 1991—1994 годы состоял ассистентом по классическим языкам на богословском факультете Сибиуского университета им. Лучиана Благи. В 1994 году был направлен на специализацию в Афинский университет, Греция, где в 1994—1995 годы проходил курсы на философском факультете, а в 1995—1997 годы — на богословском факультете.
С 1 июля 1996 по октябрь 1997 года был советником по культурным вопросам Сибиуской архиепископии.
5 октября 1997 года митрополитом Клужским, Албийским, Крисанским и Марамурешским Варфоломеем (Ананией) был рукоположен в сан иеромонаха в кафедральном соборе в Клуже.
12 октября 1997 года в Соборе коронации города Алба-Юлия был рукоположен во епископа Рэшинарского, викария Сибиуской архиепископии.
9 ноября 2005 года на богословском факультете в Сибиуского университета им. Лучиана Благи защитил докторскую диссертацию «Мариологическое учение святого Николая Кавасилы».
5 марта 2008 года решением Священного Синода Румынской православной церкви был избран епископом Тулчинским в составе Митрополии Мунтении и Добруджи. 25 марта того же года в Благовещенском соборе в Тулче последовало его интронизация, которую возглавил Патриарх Румынский Даниил.
С 17 по 26 июня 2016 год был участником Критского собора.